# Caspar Weinberger
Caspar Willard Weinberger (San Francisco, 18 augustus 1917 – Bangor (Maine), 28 maart 2006) was een Amerikaans politicus, advocaat en zakenman. Hij diende als minister onder de presidenten Nixon, Ford en Reagan. Van 1981 tot en met 1987 was hij minister van Defensie in de regering van de Republikeinse president Ronald Reagan.

## Vroege leven
Weinberger had van vaderszijde een Joodse grootvader die uit Bohemen kwam. Zijn grootouders van moederszijde waren afkomstig uit Engeland. Net zoals zijn moeder was hij episcopaals.
Nadat hij aan de Harvard-universiteit was opgeleid tot jurist, was hij jarenlang - net als zijn vader - werkzaam als advocaat.

## Openbaar en zakelijk bestuur
Tegelijkertijd met zijn loopbaan als advocaat was hij politiek actief voor de Republikeinse Partij. Zo werkte hij tijdens de regering van president Richard Nixon van 1970 tot 1973 op het Bureau voor Management en Budget, eerst als vice-directeur en later als directeur. Omwille van zijn bezuinigingen, kreeg hij in Washington bij sommigen de bijnaam 'Cap the Knife'. Vervolgens was hij van 1973 tot 1975 minister van Gezondheid, Onderwijs en Welzijn.
Hierna stapte hij over naar het bedrijfsleven. In de periode van 1975 tot 1980 bekleedde hij een hoge functie bij Bechtel, de grootste bouwonderneming van de Verenigde Staten.

## Minister van Defensie
Op 21 januari 1981 werd hij opnieuw minister, ditmaal van Defensie, waarbij hij zijn visie op dit beleidsterrein deelde met president Reagan, die hem dan ook volledig steunde.
Weinberger stond bekend als een voorstander van een sterke en efficiënte Amerikaanse legermacht. In dit kader wilde hij ook het aantal kernwapens uitbreiden en was hij geporteerd van het SDI-project (Strategic Defense Initiative), een ruimteschild dat raketaanvallen van de toenmalige Sovjet-Unie zou moeten tegenhouden en door critici van het plan vaak naar de gelijknamige sciencefictionfilms het Star Wars-project werd genoemd. Om dit plan te kunnen realiseren moest er op andere departementen bezuinigd worden.
Zijn stellingnames veroorzaakten botsingen met sommige leden van het Amerikaans Congres, alsmede met zijn collega George Shultz van Buitenlandse Zaken, die meer heil zag in overleg met de Sovjet-Unie
Voorts was hij betrokken bij de Iran-Contra-affaire uit 1986 waarbij de Verenigde Staten in het geheim wapens verkochten aan Iran en de daarvoor ontvangen gelden doorsluisden naar de hen welgezinde Contra's, die in het Midden-Amerikaanse land Nicaragua tegen de linkse Sandinistische regering vochten.
De nasleep hiervan, evenals allerlei budgettaire problemen, deden hem besluiten om op 23 november 1987 zijn politieke ambt voortijdig neer te leggen. Er zat echter nog een staartje aan het Iran-Contra-schandaal. Weinberger kreeg namelijk te maken met een strafrechtelijk onderzoek vanwege meineed, omdat hij niet de waarheid zou hebben verteld over zijn aandeel in deze affaire. Tot een proces kwam het niet omdat de opvolger van president Reagan, George H.W. Bush, hem op 24 december 1992 presidentiële gratie verleende.

## Latere carrière en dood
Na zijn aftreden ging Weinberger bij Forbes werken, waar hij uitgever werd van het zakenblad Forbes Magazine alsmede voorzitter van de Raad van Commissarissen. Voorts pakte hij zijn oude professie van advocaat weer op. Hij werd ook actief als publicist op het terrein van defensie-aangelegenheden. Zo schreef hij onder meer het boek Fighting for Peace (1990) waarin hij verslag deed van zijn ministerschap. Eveneens recenseerde hij boeken voor The San Francisco Chronicle.
In 1996 schreef hij samen met Peter Schweizer een nieuw boek over defensie. Dit boek getiteld The Next War sloeg een kritische toon aan over de militaire kracht van de Verenigde Staten na het tijdperk van de Koude Oorlog, wat leidde tot een verwijdering tussen hem en zijn voormalige collega's uit de regering-Reagan.
Caspar Weinberger was al enkele jaren nierpatiënt en overleed op 88-jarige leeftijd in een ziekenhuis aan complicaties veroorzaakt door een longontsteking.
- Bibsys: 90598334
- Bibliothèque nationale de France: cb12041168d (data)
- CiNii: DA01995954
- Gemeinsame Normdatei: 124277748
- International Standard Name Identifier: 0000 0001 2147 3577
- Library of Congress Control Number: n50020964
- National Archives and Records Administration: 10581629
- Bibliotheek van het Japanse parlement: 00516898
- Nationale Bibliotheek van Tsjechië: xx0012975
- Nationale bibliotheek van Australië: 35597410
- Nationale Bibliotheek van Israël: 987007269762305171
- Nederlandse Thesaurus van Auteursnamen: 075167905
- SNAC: w6x06qwt
- Système universitaire de documentation: 028611292
- Trove: 1009220
- Virtual International Authority File: 109398845
- WorldCat: E39PBJmdw7w7gBX3vMRMpTgh73